# Denis Pigott
Denis Pigott, född den 15 oktober 1946, är en australisk ryttare.
Han tog OS-brons i lagtävlingen i fälttävlan i samband med de olympiska ridsporttävlingarna 1976 i Montréal.